# Menjing
Menjing is een bestuurslaag in het regentschap Karanganyar van de provincie Midden-Java, Indonesië. Menjing telt 2204 inwoners (volkstelling 2010).